# Фанатка (фильм, 2002)
«Фанатка» (англ. Swimf@n) — американский триллер 2002 года.

## Сюжет
Бен Кронин, чемпион по плаванию и всеобщий любимец, однажды становится объектом страсти новой ученицы — Мэдисон Белл. Поддавшись сиюминутному порыву, он не учитывает последствий. Всего лишь одна безумная ночь с фанаткой в бассейне превращает жизнь Бена в невыносимый кошмар! Теперь его обвиняют в серии жестоких преступлений…

## В ролях
- Джесси Бредфорд — Бен Кронин
- Эрика Кристенсен — Мэдисон Белл
- Шири Эпплби — Эми Миллер
- Кейт Бертон — Карла Кронин
- Клейн Кроуфорд — Джош
- Джейсон Риттер — Ренди
- Киа Гудвин (Kia Goodwin) — Рене
- Дэн Хедайя — тренер Симкинс
- Майкл Хиггинс (англ. Michael Higgins) — Мистер Тилман
- Ник Сэндоу — детектив Джон Зейбел
- Памела Айзекс (Pamela Isaacs) — Миссис Иган
- Джеймс Дебелло — Кристофер Данте
- Филлис Сомервилл — Тётя Гретхен Кристофер

## Саундтрек
1. Pacifier — «Everything»
2. Saliva — «Greater Than-Less Than»
3. Celebrity — «Cave»
4. Default — «Deny» (Acoustic)
5. Wayne — «Slow Down»
6. Sevendust — «Black»
7. Flaw — «Whole»
8. Allergic — «Down In Me»
9. Portable — «Roll Over & Play Dead»
10. Pay The Girl — «Clueless»
11. Llama — «Too Much Too Soon»
12. Ash — «Jesus Says»